# Екатхат
Екатхат, (тай. สมเด็จ พระเจ้า เอก ทัศน์, також Суріямарін, สมเด็จ พระเจ้าอยู่หัว พระที่นั่ง สุริยา ม ริน ท ร์, і Боромарача V) — останній монарх Аюттхайського царства та династії Бан Пхлу Луанг. При ньому бірманці захопили та розорили Аюттхаю, а сам король помер при руйнуванні або незабаром після нього.

## Життпєпис
При народженні отримав ім'я Анурак Монтре (กรม ขุน อนุรักษ์ มนตรี).
У 1756 царевич Упаратча Тхамматхібет, якого цар Боромакот призначив спадкоємцем, помер, і серед синів Боромакота залишилися лише два в чині «Чао Фах»: Анурак Монтре та його молодший брат Пхон Пхін. Боромакот вважав Анурак Монтре нездатним до управління державою, історики описують його як легковажного та нерозумного. Тому Боромакот призначив спадкоємцем Пхон Пхіна, а після його смерті в квітні 1758 останній став королем під ім'ям Утхумпхон (Боромарача IV). Проте, його кандидатура не влаштовувала частину правлячої верхівки, що викликало гостру кризу управління. У результаті вже в травні Утхумпхон змушений відректися від престолу та піти в монастир, а Анурак Монтре став царем під ім'ям Суріямарін.
У 1759 на Сіам напали бірманці, захопивши Тенассерім. У тому ж році вони почали облогу Аюттхаї, столиці царства. Цар попросив свого брата покинути монастир і взяти на себе управління державою, зокрема, організувати оборону міста. Через деякий час король Бірми Алаунпайя був важко поранений гарматним ядром і згодом помер від поранення, а бірманська армія зняла облогу та відійшла. Утхумпхон займався обороною Аюттхаї протягом 2 років, після чого знову повернувся в монастир.
У 1765 бірманці почали повномасштабний наступ, напавши на Аюттхайське царство одночасно з півдня і з півночі. Спочатку вони були зупинені близько Тхонбурі, але в лютому 1766 все-таки почали облогу Аюттхаї. Екатхат запропонував здачу міста, але бірманці відмовилися, наполягаючи на його повному знищенні. 7 квітня 1767 місто пало, і Аюттхайське царство перестало існувати. Доля царя достеменно не відома. За одними джерелами, він зміг з невеликим загоном прорвати оборону та вийти з оточення, як раніше це вдалося Таксину, за іншими — загинув при руйнуванні Аюттхаї.